# Chyrzyno
Chyrzyno (niem. Kietzerbusch) – osada w Polsce położona koło Kostrzyna nad Odrą w województwie lubuskim, w powiecie słubickim, w gminie Górzyca.
W latach 1975–1998 miejscowość administracyjnie należała do województwa gorzowskiego. 
Od 11 czerwca 1905 r. przejeżdżała przez osadę kolej wąskotorowa z Kostrzyna do Krzeszyc, a w następnych latach przedłużona do Rudnicy. Po II wojnie światowej linia została przebudowana na standardową szerokość torów (1435 mm); w pocz. XXI w. linię kolejową (tory i podkłady) rozebrano.
Obecnie na terenie osady mieści się siedziba dyrekcji Parku Narodowego „Ujście Warty” oraz działającego przy nim centrum edukacji przyrodniczej. Przed wjazdem do Kostrzyna a w granicach osady znajduje się stacja paliw Shell. Częściowo już na terenie Kostrzyna nad Odrą znajduje się posterunek odgałęźny Chyrzyno. Osada położona jest przy drodze krajowej nr 22.